# 스테파노 발디니
스테파노 발디니(이탈리아어: Stefano Baldini, 1971년 5월 25일 ~ )는 이탈리아의 육상 선수이며, 마라톤에 전문적인 그는 2004년 아테네 올림픽에서 금메달을 획득했고 유럽 선수권 대회에서 2연패했다.
그는 또한 1996년에 팔마 데 마요르카에서 열린 국제 하프 마라톤 대회에서 세계 챔피언이기도 하였다.
자신이 런던 마라톤을 완료하지 않은 실망적 2007년 시즌 후에 발디니는 뉴욕 마라톤에 달리는 데 선택하여 4위를 하였다. 2008년 베이징 올림픽에서 12위를 한 발디니는 2010년 10월에 선수생활을 마감했다.

## 국제 경연
| 1996년 | 세계 하프 마라톤 대회 | 스페인 팔마 데 마요르카 | 1st | 하프 마라톤 | 1:01:17 |
| 1998년 | 유럽 육상 선수권 대회 | 헝가리 부다페스트       | 1st | 마라톤      | 2:12:01 |
| 2001년 | 세계 육상 선수권 대회 | 캐나다 에드먼턴         | 3rd | 마라톤      | 2:13:18 |
| 2003년 | 세계 육상 선수권 대회 | 프랑스 파리             | 3rd | 마라톤      | 2:09:14 |
| 2004년 | 하계 올림픽           | 그리스 아테네           | 1st | 마라톤      | 2:10:55 |
| 2006년 | 유럽 육상 선수권 대회 | 스웨덴 예테보리         | 1st | 마라톤      | 2:11:32 |